# Janówka Zachodnia
Janówka Zachodnia – wieś w Polsce położona w województwie lubelskim, w powiecie zamojskim, w gminie Komarów-Osada.
W latach 1975–1998 miejscowość administracyjnie należała do województwa zamojskiego.
Wieś jest sołectwem w gminie Komarów-Osada. Według Narodowego Spisu Powszechnego z roku 2011 wieś liczyła 255 mieszkańców.
Wierni Kościoła rzymskokatolickiego należą do parafii Trójcy Przenajświętszej w Komarowie-Osadzie.

## Historia
W wieku XIX Janówka – dziś dwie wsie Janówka Zachodnia i Janówka Wschodnia w powiecie zamojskim.

Słownik geograficzny Królestwa Polskiego z roku 1882 opisuje Janówkę jako wieś w powiecie tomaszowskim, gminie i parafii Komarów. Wieś oddalona o 3 mile od Tomaszowa i granicy Galicji i o pół mili od szosy idącej z Zamościa do granicy.
Włościanie, przed 1804 rokiem byli czynszownikami, w liczbie 507 mieszkańców. Posiadali dymów 90 i 487 mórg gruntu ornego, „łąk 14 mórg. a łanu 264 mórg”. Niegdyś Janówka należała do hrabiowskiego rodu Mierów. Gleba na wzniesieniu popielatka, grunt urodzajny, włościanie jako mało gruntu posiadający zajmują się różnymi rzemiosłami we wsi był stolarz 1, cieśli 2, szewc l, tkaczów 12. Inni zaś zajmują się powroźnictwem, robieniem łyżek, szufli.